# Karl Georg Friedrich von Wobeser
Karl Georg Friedrich von Wobeser (* 27. Februar 1750 in Bellin; † 23. April 1823 ebenda) war ein preußischer Generalleutnant, Chef des gleichnamigen Dragonerregiments und Kommandeur des Reservekorps in Westfalen.

## Leben

### Herkunft
Seine Eltern waren der Erbherr von Bellin Ernst Bogislav von Wobeser (* 6. Februar 1724; † 14. März 1801) und dessen Ehefrau Charlotte Rosine, geborene von Schmiedeberg (* 1726; † 8. Juli 1771). Sein Vater war preußischer Leutnant a. D., zuletzt im Dragonerregiment „von Apenburg“ sowie Herr von Bellin, Gotznow, Belgen und Voitsdorf. Hans Wotislaw von Wobeser war sein Onkel.

### Militärkarriere
Wobeser wurde 1765 als Gefreitenkorporal im Dragonerregiment „von Alvensleben“ der Preußischen Armee angestellt. Er avancierte bis August 1770 zum Sekondeleutnant und nahm zwischen 1770 und 1774 an der Besetzung Polens teil. Am 17. Mai 1772 wurde er Generaladjutant des Generalmajors von Lossow. Am 19. September 1778 wurde er zum Quartiermeisterleutnant und Brigadiermajor der Kavallerie ernannt. Im Bayerischen Erbfolgekrieg kämpfte Wobeser im Gefecht bei Möckern. Am 31. Januar 1787 wurde er Major und am 16. September 1790 Eskadronchef im Dragonerregiment „von Zabeltitz“. Während des Feldzuges in Polen kämpfte er 1794/95 im Gefecht bei Petrikau. Am 11. Januar 1795 wurde er dann zum Oberstleutnant befördert. Wobeser wurde am 23. Januar 1797 zum Kommandeur des Leibkürassier-Regiment ernannt und stellte mit dem Regiment den Grenzkordon in Westfalen. In dieser Eigenschaft stieg er am 20. Mai 1798 zum Oberst auf. Am 24. Januar 1803 erhielt Wobeser von König Friedrich Wilhelm III. das nach ihm benannt neuerrichtete Dragonerregiment, das aus Münsteraner Dragonern und neugeworbenen Rekruten gebildet wurde. Am 20. Mai 1803 erhielt Wobeser mit Patent vom 26. Mai 1804 die Beförderung zum Generalmajor sowie anlässlich einer Revue am 28. Mai 1805 den Orden Pour le Mérite.
Im Vierten Koalitionskrieg nahm Wobeser am Gefecht bei Weimar teil, zog sich mit dem Korps „Rüchel“ später mit dem Korps „Blücher“ zurück und musste dann bei Ratkau kapitulieren. Ab dem 2. November 1807 erhielt er wie viele andere nur noch Halbsold. Am 8. Mai 1809 wurde unter Verleihung des Charakters als Generalleutnant sein Abschied bewilligt.
Mit dem Befreiungskrieg erhielt Wobeser am 1. Juni 1813 das Patent zu seinem Dienstgrad und außerdem wurde er zum Führer einer Landwehrdivision diesseits der Weichsel ernannt. Am 15. Juli 1813 erhielt er ein Korps der Westpreußischen Landwehr, bestehend aus acht Bataillonen, drei Eskadrons und einer Batterie. Trotz der beeindruckenden Zahlen war das Korps schlecht bewaffnet und ausgebildet. Wobeser kam damit zum Korps des Generals von Tauentzien. Während des Feldzuges von 1813/14 kämpfte er in den Schlachten bei Großbeeren, ohne auf das rechten Oderufer in Feindkontakt geraten zu sein, bei Dennewitz, wo er zunächst bei Luckau stand und dann am 7. September im Gefecht bei Dahme zahlreiche Gefangene machte sowie der Blockade und dem Sturm auf Wittenberg, den Gefechten Luckau und Lindow sowie der Belagerung von Torgau. Bei Torgau hielt das Korps ab dem 30. September alleine die Belagerung, die Stadt ergab sich am 12. Januar 1814.
Für Groß-Beeren wurde Wobeser am 8. September 1813 mit dem Eisernen Kreuz II. Klasse ausgezeichnet und für Dennewitz erhielt er am 15. September 1813 das Kreuz I. Klasse. Am 11. Januar 1814 wurde ihm der Rote Adlerorden III. Klasse verliehen. Am 3. März 1814 wurde Wobeser Kommandeur des Reservekorps in Westfalen. Am 5. Mai 1815 erhielt er dann das Kommando über die Truppen, welche die neuerworbenen Teile Polen besetzen sollten. Am 3. Oktober 1815 erhielt er seinen Abschied mit einer Pension von 1500 Talern. Wobeser zog sich auf sein Gut Bellin zurück, wo er am 23. April 1823 unverheiratet verstarb.